# Banca Greciei
Banca Greciei (greacă Τράπεζα της Ελλάδος, abreviat: ΤτΕ) este banca națională a Greciei, aflată în Atena pe strada Panepistimiou, având mai multe filiale în toată țara. Banca a fost fondată în anul 1927 însă oficial, operațiunile sale au început în 1928.
Spre deosebire de majoritatea băncilor centrale contemporane, Banca Greciei are în continuare acționari privați, iar acțiunile sale sunt listate la Bursa de Valori din Atena.

## Introducere
Banca Greciei, membră a Sistemul European al Băncilor Centrale (SEBC), are un personal de peste 3000 salariați.
Obiectivul principal al Băncii Greciei este de a asigura stabilitatea prețurilor în Grecia. De asemenea această instituție  supraveghează băncile private și acționează ca un trezorier și agent fiscal pentru Guvernul Greciei. După ce legea 3867/2010 a fost adoptată, Banca Greciei este de asemenea responsabilă de supravegherea companiilor de asigurări private, care fuzionează în cadrul Comitetului de Supraveghere a Companiilor de Asigurare stabilite de legea 3229/2004.

## Istoric
Banca Greciei a fost înființată prin Legea 3424/7 din decembrie 1927, ca parte a împrumutului de stabilizare coordonat de Organizația Economică și Financiară a Societatea Națiunilor, iar operațiunile sale au început oficial în 1928. Acțiunile Băncii Greciei au fost înregistrate și listate la Bursa de Valori din Atena din 12 iunie 1930.
În timpul ocupației Greciei de către puterile Axei (1941–1944), guvernatorul Kyriakos Varvaresos și viceguvernatorul Georgios Mantzavinos au însoțit guvernul grec în exil la Londra. Guvernele colaboraționiste grecești i-au demis pe Varvaresos și Mantzavinos în 1941 și l-au numit mai întâi pe Miltiadis Negrepontis consilier guvernamental (24 aprilie 1941 – 3 iulie 1941), apoi pe Dimitrios Santis guvernator (3 iulie 1941 – 20 ianuarie 1943) și pe Andreas Papadimitriou viceguvernator (3 iulie 1941 – 18 noiembrie 1941), și în final pe Theodoros Tourkovasilis guvernator (19 aprilie 1943 – 13 aprilie 1944) și pe Spyridon Hatzikyriakos viceguvernator (5 aprilie 1943 – 5 octombrie 1944). După eliberare, toate demiterile și numirile membrilor administrației Băncii Greciei de către guvernele din epoca ocupației au fost declarate nule.
Până în ianuarie 2001 (când Grecia a adoptat euro), banca era responsabilă pentru fosta monedă națională, drahma. Întrucât Grecia nu îndeplinea criteriile de aderare, a fost exclusă de la participare odată cu lansarea euro la 1 ianuarie 1999. Utilizarea bancnotelor și monedelor fizice de drahmă a continuat până la 31 decembrie 2001, ca valori nominale ale euro.

## Guvernatori
Șeful Băncii Greciei se numește guvernator (greacă: διοικητής, dioikētés), acesta este o persoană desemnată de guvern.
| Rang | Nume                     | Mandat      | Mandat | Rang                    | Nume             | Mandat      |
| ---- | ------------------------ | ----------- | ------ | ----------------------- | ---------------- | ----------- |
| 1er  | Aléxandros Diomídis      | 1928 – 1931 |        | 11                      | Xenophón Zolótas | 1974 – 1981 |
| 2    | Emmanouíl Tsouderós      | 1931 – 1939 | 12     | Gerasimos Arsenis       | 1981 – 1984      |             |
| 3    | Ioannis Drosopoulos      | 1939        | 13     | Dimitrios Chalikias     | 1984 – 1992      |             |
| 4    | Kyriakos Varvaresos      | 1939 – 1946 | 14     | Efthýmios Christodoúlou | 1992 – 1993      |             |
| 5    | Xenophón Zolótas         | 1944 – 1945 | 15     | Ioannis Boutos          | 1993 – 1994      |             |
| 6    | Georgios Mantzavinos     | 1946 – 1955 | 16     | Loukás Papadímos        | 1994 – 2002      |             |
| 7    | Xenophón Zolótas         | 1955 – 1967 | 17     | Nikolaos Garganas       | 2002 – 2008      |             |
| 8    | Dimitrios Galanis        | 1967 – 1973 | 18     | Georgios Provopoulos    | 2008 – 2014      |             |
| 9    | Konstantinos Papagiannis | 1973 – 1974 | 19     | Ioánnis Stournáras      | Depuis 2014      |             |
| 10   | Panagis Papaligouras     | 1974        |        |                         |                  |             |